# 'Ammurāpi II
'Ammurāpi II (... – XVI secolo a.C.) è stato un re amorreo di Ugarit.